# Amr bin Moḥammed Āl Saʿūd
Amr bin Moḥammed Āl Saʿūd (in arabo عمرو الفيصل‎?; ...) è un principe, architetto e imprenditore saudita, membro della famiglia reale Āl Saʿūd.

## Biografia
Il principe Amr è figlio del principe Mohammed bin Faysal ed è quindi nipote di re Faysal. Sua madre Muna è la figlia di 'Abd al-Rahman 'Azzam, primo segretario generale della Lega araba in carica dal 1945 al 1952. Ha due sorelle.
Si è laureato in architettura all'Università Re Abd al-Aziz. Lavora nel campo degli investimenti bancari, della gestione esecutiva, dell'architettura e dell'ingegneria. Fa parte del consiglio della Faisal Islamic Bank in Sudan e in Egitto.

## Vita personale
Il principe è sposato con Najla bint Umar bin Abd al-Rahman Azzam e ha due figli.